# モハメド・アタ
モハメド・アタ、ムハンマド・アター（アラビア語: محمد عطا; muhammad ‘aṭṭā, 英語: Mohamed Atta, 1968年9月1日 - 2001年9月11日）はアルカーイダのテロリスト。アメリカ同時多発テロ事件の実行犯グループの中での主犯とされる。

## プロフィール

### 生い立ち
モハメド・アタは1968年9月1日にエジプトのカフル・アッシャイフ県で生まれた。3人姉弟の末っ子で、姉が2人いる。父親は弁護士の恵まれた家庭に育ち、1990年カイロ大学工学部建築学科を優秀な成績で卒業。1992年10月、ドイツ・ハンブルク工科大学へ留学し都市計画を学ぶ。
1995年に非営利組織の国際交流プログラムの一員に選ばれ、カイロ・サウジアラビアを見て回り、はじめてのメッカ巡礼を行っている。旅の途中、各地で伝統的なイスラム建築が次々に欧米風の町並みに変わっていく様を見て強く憤慨する。アフガニスタンに立ち寄った際にはウサーマ・ビン・ラーディンやハリド・シェイク・モハメドから反米闘争のイデオロギーを学んでいる。
ハンブルクに戻っての講演では、「高層建築、広い道路、アメリカ的な都市計画はアラブのアイデンティティーを壊す」、「エジプトは無批判に西欧型の都市計画を取り入れ、古都を壊している」として、「将来はエジプトに戻り伝統的な価値を尊重した都市計画をしたい」と語ったという。また、ドイツ人の知人との会話で興奮すると「君たちヨーロッパ人は」などという発言を繰り返していたといわれている。

### テロ実行
1997年5月までハンブルクの都市計画事務所に勤務。勤務態度は優秀で性格も温厚だったというが、ハンブルク工科大学に留学中、過激なイスラム主義ネットワークの一員になったとされる。1999年秋にマルワン・アルシェヒ、ジアド・ジャラヒらと共に同大学のあるハンブルクに居を移し、学内にイスラムのサークルを作った。自宅に大量のパソコンを設置し、コーランを詠唱して隣人から「うるさくて眠れない」という苦情を受けていた。
2001年2月、ビンラディンの指示により、アタとアルシェヒはドイツを出国して渡米。6月にはジャラヒも後を追う。フロリダ州の高級別荘地ハムレットの従業員アパートの一室を借り、そこで旅客機乗っ取りと自爆テロの計画を進めた。アタが“細胞”の「前線指揮官」を務め、集った若者全員がアルカイダ工作員であった。
アタはパイロットスクール＝ホフマン飛行機学校に通い航空機の操縦方法を学んだ。非常に熱心で習熟が速く、何回か失敗するのが普通の試験を1回でパスしたという。
自家用操縦免許を取得したフロリダのアタ以下6名は、計画実行日の9月を目前にひかえた2001年夏にはネバダ州ラスベガスに居場所を移し最終謀議を重ねた。インターネットカフェのE-mailで連絡をとっている姿も確認されている。モロッコ系フランス人ザカリアス・ムサウイはパイロットスクールでの不自然な言動が原因でフランス当局認定のイスラム過激派であることをFBIに気づかれ、アタらとの合流に失敗している（9月15日に逮捕。後に終身刑）。これにより懸念されてきたイスラム過激派によるテロが航空機を使ったものである可能性がようやく浮上した。ところが、ムサウィ宅捜索のための令状請求書類に「至急」のスタンプが押されていなかったため、FBIが裁判所から令状を受け取ったのは9月11日のテロ発生直後だった。

現地時間9月11日午前5時53分44秒、アタはメイン州ポートランド国際ジェットポートからボストン行きの便に搭乗し、7時過ぎにはアメリカン航空ボストン発ロサンゼルス行き11便8-D席に着座する。定刻通りに機体は離陸、間もなくアタらは機を乗っ取り、世界貿易センタービル北棟に突入して死亡した。